# كين اندروز
كين اندروز (بالإنجليزية: Ken Andrews)‏ هو منتج أسطوانات ومغني وملحن ومهندس الصوت أمريكي، ولد في 18 يونيو 1967 في سياتل في الولايات المتحدة.

## وصلات خارجية
- الموقع الرسمي
- كين اندروز على موقع IMDb (الإنجليزية)
- كين اندروز على موقع ميوزك برينز (الإنجليزية)
- كين اندروز على موقع أول ميوزيك (الإنجليزية)
- كين اندروز على موقع ديسكوغز (الإنجليزية)
- كين اندروز على موقع قاعدة بيانات الفيلم (الإنجليزية)